# ルイ・メインティース
ルイ・メインティース
(Louis Meintjes、1992年2月21日-)は、南アフリカ共和国・プレトリア出身の自転車競技(ロードレース)選手。名はルイス、姓はメインチェス、マインティーズなどとも表記される。

## 経歴
2013年、世界選手権U23個人ロードレースで、優勝したマテイ・モホリッチに続き2位に入る。
2014年、グランツールに初出場し、総合55位となる。翌年ツール・ド・フランスに初出場するも途中棄権。続くブエルタ・ア・エスパーニャでは3度目のグランツール挑戦にして総合10位となる。
2016年はツールを総合8位で完走するも、新人賞ランキングではアダム・イェーツに届かず2位。新人賞獲得のラストチャンスとなった翌年のツールも、アダムの双子の兄であるサイモン・イェーツに及ばず2位。アフリカ人選手として初のグランツール4賞ジャージ獲得とはならなかった。
2018年、古巣のチーム・ディメンションデータに移籍。

## 戦績

### 2010年
- 南アフリカ共和国 選手権
  - ジュニア個人ロード　優勝
  - ジュニア個人タイムトライアル　優勝

### 2012年
- 南アフリカ共和国選手権
  - U23個人タイムトライアル　優勝
  - U23個人ロード　2位
- ツール・ド・サヴォワ・モン・ブラン（英語版）　総合6位

### 2013年
- 南アフリカ共和国選手権
  - U23個人ロード　優勝
  - U23個人タイムトライアル　優勝
  - 個人ロード　2位
  - 個人タイムトライアル　4位
- ツアー・オブ・ルワンダ（英語版）　総合2位
- ツール・ド・台湾　総合4位
- ツール・ド・コリア（英語版）
  - 総合9位
  - 区間優勝 (第5、TTT)
- ラ・トロピカル・アミサ・ボンゴ　総合10位
- 世界選手権　U23個人ロード　2位

### 2014年
- 南アフリカ共和国選手権
  - 個人ロード　優勝
  - U23個人ロード　優勝
  - U23個人タイムトライアル　優勝
- ムザンシ・ツアー（英語版）
  - 　山岳賞
  - 　新人賞
  - 区間優勝 (第2)
- ジロ・デル・トレンティーノ
  - 総合5位
  - 　新人賞

### 2015年
- セッティマーナ・インテルナツィオナーレ・ディ・コッピ・エ・バルタリ
  - 　総合優勝
  - 区間優勝 (第4)
- アフリカ選手権
  - 　個人ロード　優勝
  - 　チームタイムトライアル　2位
  - 個人タイムトライアル　4位
- シルキュイ・ド・ラ・サルト
  - 　山岳賞
- ツアー・オブ・オマーン
  - 　新人賞
- ジロ・デル・トレンティーノ
  - 　新人賞
- ブエルタ・ア・エスパーニャ　総合10位

### 2016年
- リオ・デ・ジャネイロオリンピック　個人ロード　7位
- クリテリウム・デュ・ドーフィネ　総合9位
- ツール・ド・フランス　総合8位

### 2017年
- バスク一周　総合6位
- クリテリウム・デュ・ドーフィネ　総合8位
- ツール・ド・フランス　総合8位
- ブエルタ・ア・エスパーニャ　総合12位

### 2022年
- ジロ・デッラッペンニーノ 優勝
- ブエルタ・ア・エスパーニャ 区間優勝（第9ステージ）